# Гургусовачка кула
Гургусовачка кула је била грађевина у Књажевцу, саграђена на месту старијег турског шанца, подигнутог у 18. веку, на узвишењу изнад града, који је служио турској посади као гарнизон и ради одбране паланке.

## Историјат
У периоду између 1842. и 1844. године ова грађевина је преуређена у војни објекат. План за преуређење у војничке сврхе урадио је инжењер Франц Јанке и поднео га Правитељству Kнежевине 1842. године, мада су радови на изградњи почели и пре добијања дозволе. Градња је завршена 1844. године и одмах је пренамењена њена функција. Уместо да буде војни објекат, постала је тамница (затвор, казамат) за затварање политичких криваца и то све до 17. јануара 1859. године када је по налогу кнеза Милоша Обреновића запаљена и порушена.
У народу је ова злогласна грађевина била позната под именом "Српска Бастиља" јер је имала и до 50 затвореника. Ту су тамновали: пуковник Јован Мићић, председник Државног савета Стефан Стефановић Тенка и чланови Савета Паун Јанковић, Радован Дамњановић и Павле Станишић, саветник Раја Дамњановић, председник Kасационог суда Цветко Рајевић и многи други противници династије Kарађорђевића. 
Обновљена је после српско-турских ратова. Од првобитне куле сачуван је само један зид са отворима за пушке и улазна капија. До 1959. године кулу је користила ЈНА.

## Архитектура
Kула је имала четвороугаону основу, димензија 135x100m, спољни зидови су били веома масивни, дебљине 80cm, а унутрашњи нешто тањи. Зграда је имала приземље и два спрата, њени прозори су били затворени дебелим гвозденим решеткама, а у приземљу и на спрату биле су по две веће и једна мања соба, ходници и клозет који је урађен после 1844. године. Степениште је било са спољне стране са одмаралиштима, одакле се улазило у поменуте просторије. Читава грађевина је загревана великом „оџаклијом”, чији су отвори били у ходнику и под стражарском контролом. Kула је била опасана палисадном оградом висине 2,5m.  

Данас је од куле сачуван само један део зида са отворима за пушке. На њеном месту је првобитно била изграђена касарна, а потом је преуређена у летњу позорницу 1965. године, а данас је то потпуно уређен, ревитализован вишенаменски простор за културне и јавне догађаје, скупове окружен парком и дечијим игралиштем.
Приликом адаптирања простора 2011. године у ископу предвиђеном за потребе санитарног чвора регистровани су старији камени зидови израђени у техници сухозида. Они указују на то да је стратешки најповољније место у Књажевцу било коришћено у дужем временском периоду.